# Sygehusapotek
Et sygehusapotek eller hospitalsapotek (også kaldet regionsapotek eller centralapotek) er en afdeling på et sygehus, der blandt andet fremstiller en række specielle lægemidler til sygehusene og deres patienter.
Hospitalsapoteker adskiller sig fra almindelige apoteker ved, at der ikke er nogen skranke med adgang for patienter og kunder. Sygehusapotekerne hører til den sekundære sundhedssektor i det danske sundhedsvæsen.
Et sygehusapotek ledes overordnet af en sygehusapoteker, der er udpeget af Farmakonomforeningen, Danmarks Apotekerforening og Pharmadanmark i fællesskab og udnævnt af Sundhedsministeriet. Til dagligt styres sygehusapoteket af en ledende farmakonom eller ledende farmaceut. De enkelte hospitalsapoteker er typisk inddelt i en række afdelinger, som ledes af en afdelingsfarmakonom eller afdelingsfarmaceut.
På et hospitalsapotek kan der være defektricer, apoteksmedhjælpere, farmakonomer, farmaceuter, apoteksportører, laboranter, bioanalytikere, hospitalsmedhjælpere og ufaglærte apoteksmedarbejdere ansat.
Kliniske farmakonomer og farmaceuter på sygehusapotekerne rådgiver dagligt læger i forbindelse med lægemiddelordinationer samt sygeplejersker og andet sygeplejepersonale omkring håndtering, opbevaring og administration af lægemidler.
Hospitalsapotekernes sygehusapotekere er samlet i foreningen Dansk Selskab for Sygehusapoteker.
En sygehusapoteksenhed er en overordnet betegnelse, der i sygehusapotekssektoren bruges om følgende enheder:
- Sygehusapotek
- Sygehusapoteksfilial
- Sygehusapoteksafdeling

## Sygehusapoteker og sygehusapoteksfilaler i Danmark
I Danmark findes der i alt 15 sygehusapoteker og 1 sygehusapoteksfilial, som er offentligt ejet af regionerne.

### Region Hovedstaden
- Region Hovedstadens Apotek – hjemmeside regionsapoteket.dk
- Veterinærapoteket, Københavns Universitet – hjemmeside www.ivp.life.ku.dk Arkiveret 5. februar 2008 hos  Wayback Machine

### Region Midtjylland
- Hospitalsapoteket Herning – oplysninger på sundhed.dk
- Hospitalsapoteket Horsens – oplysninger på sundhed.dk
- Hospitalsapoteket Viborg – www.sygehusviborg.dk Arkiveret 29. juni 2007 hos  Wayback Machine
- Hospitalsapoteket Århus – oplysninger på sundhed.dk

### Region Nordjylland
- Sygehusapoteket Region Nordjylland – hjemmeside www.sygehusapoteket.rn.dk

### Region Sjælland
- Sygehus Syd Sygehusapotek (Sygehusapotek Næstved Sygehus og Sygehusapotek Nykøbing F. Sygehus) – hjemmeside www.storstroemmenssygehus.dk Arkiveret 3. maj 2008 hos  Wayback Machine
- Sygehusapoteket Holbæk – oplysninger på sundhed.dk
  - Sygehusapoteksfilialen Slagelse
- Sygehusapoteket Roskilde – www.regionsjaelland.dk (Webside ikke længere tilgængelig)

### Region Syddanmark
- Apoteket Sygehus Sønderjylland – hjemmside hs.regionsyddanmark.dk Arkiveret 29. september 2008 hos  Wayback Machine
- Sydvestjysk Sygehusapotek hjemmeside www.sydvestjysksygehus.dk
- Sygehusapotek Fredericia og Kolding Sygehuse – www.fredericiasygehus.dk (Webside ikke længere tilgængelig)
- Sygehusapotek Fyn www.ouh.dk
- Vejle Sygehusapotek oplysninger på sundhed.dk

## Eksterne kilder, links og henvisninger
- Sundhedsministeriets information om sygehusapotekerne i Danmark Arkiveret 13. november 2007 hos  Wayback Machine
- Sygehusapotekernes projektdatabase Arkiveret 22. april 2008 hos  Wayback Machine
- Sygehusapoteket – Medicin til hospitalspatienter gennem 250 år (Webside ikke længere tilgængelig)